# Kai Chosrau II.

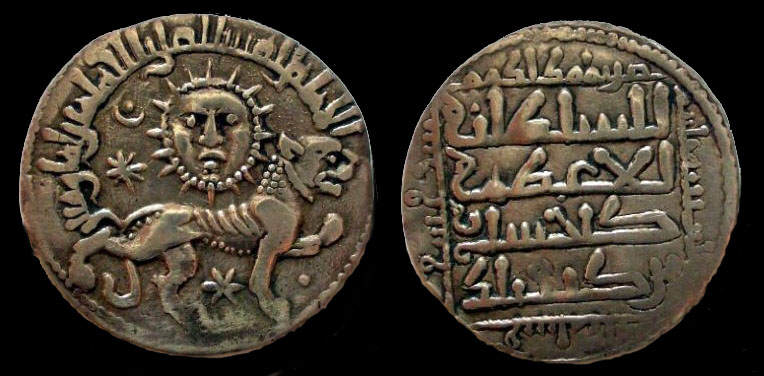
Dirham, Sivas, AH 638/AD 1240-1.

Kai Chosrau II. (persisch غياث ﺍﻟﺪﻳﻦ ﻛﻴﺨﺴﺮﻭ ﺑﻦ ﻛﻴﻘﺒﺎﺩ; armenisch Քայխոսրով Բ; türkisch I. Gıyaseddin Keyhüsrev; * um 1221; † 1246 in Antalya) war von 1237 bis 1246 der Sultan des seldschukischen Sultanats von Rum. Während seiner Herrschaft hatte Kai Chosrau II. mit dem Baba Isaak-Aufstand und der Invasion der Mongolen zu kämpfen.
Seine Mutter war die Tochter des Armeniers Kyr Vart, der ein Adeliger und ehemaliger Kontrahent von Kai Kobad I. aus Kilikien war.
1228 wurde Kai Chosrau II. zusammen mit dem Atabeg Mübarizeddin Ertokuş von seinem Vater nach Erzincan geschickt. Später nahm Kai Chosrau II. an den Eroberungen von Erzurum und Ahlat teil. Als sein Vater Kai Kobad I. 1237 starb, hatte dieser den jüngeren Bruder İzzeddin Kılıç Arslan zu seinem Nachfolger bestimmt. Allerdings konnte Kai Chosrau II. mit Hilfe von mehreren Emiren den Thron für sich einnehmen. Kai Chosrau II. musste gegen die Choresm-Schahs, die seinen Bruder unterstützten, kämpfen. Um seine Herrschaft zu sichern, entledigte er sich seiner Konkurrenten, von denen einige ihm vorher auf den Thron geholfen hatten.
Nach Sicherung seiner Herrschaft, machte sich Kai Chosrau II. daran, die Beziehung zu den anderen Königreichen und Staaten zu normalisieren. Er erneuerte mit den Ayyubidenherrschern, den byzantinischen Herrschern von Nicäa und den Ortoqiden die alten Verträge. 1240 konnte er Diyarbakır seinem Reich einverleiben.
Zwischen den Jahren 1236 und 1237 unternahmen die Mongolen Raubzüge bis tief nach Anatolien hinein. Dabei wurden sie von den Georgiern unterstützt. Die Mongolen stießen bis Sivas und Malatya vor. Kai Chosrau II. unternahm darauf eine Strafexpedition gegen die georgischen Verbündeten. Um einen Krieg zu vermeiden, gab die georgische Königin Rusudan ihre Tochter Tamar Kai Chosrau II. zur Frau.
Als die Mongolen im 13. Jahrhundert im Nahen Osten einfielen, trieben sie viele Völker vor sich her. So kamen infolge dieser Flucht viele neue turkmenische Stämme nach Anatolien. Diese gefährdeten die staatliche Ordnung. Es kam zu Konflikten zwischen den Einwanderern und dem Sultanat. So brach der Babai-Aufstand, verursacht durch Baba Isaak, aus. Der Aufstand wurde 1240 niedergeworfen. Trotzdem war das Sultanat geschwächt. So konnten die Mongolen 1242 den Seldschuken Erzurum entreißen. Daraufhin zog Kai Chosrau II. 1243 mit christlichen Alliierten gegen die Mongolen in die Schlacht vom Köse Dağ. Kai Chosrau II. verlor die Schlacht und musste nach Westanatolien fliehen. Nach einem Friedensschluss mit den Mongolen kehrte er nach Konya zurück. Von da an ließ er sich durch seinen Wesir Şemseddin İsfahani vertreten. Später unternahm er einen Feldzug gegen das Königreich Kleinarmenien. Er starb 1246 währenddessen bei Antalya eines plötzlichen Todes. Kai Chosrau II. war der letzte bedeutende Sultan von Rum.

## Münzen
Zwischen 1240 und 1244 ließ Kai Chosrau II. in Sivas und Konya Dirhammünzen in seinem Namen prägen. Seine Münzen trugen als Symbole einen Löwen und die Sonne. Dies war einzigartig, da der Islam in der Zeit nach den Kreuzzügen die Abbildung von Lebewesen verboten hatte. So trugen Münzen aus anderen islamischen Ländern zu der Zeit keine Lebewesen.
Nach einer Interpretation steht die Sonne für Kai Chosrau II. georgische Ehefrau Tamar – auch Gurcü Hatun genannt – und der Löwe für Kai Chosrau II. selbst. Eine andere Meinung besagt, dass der Löwe das Sternzeichen der Ehefrau Tamar ist.